# 캐스피언 왕자

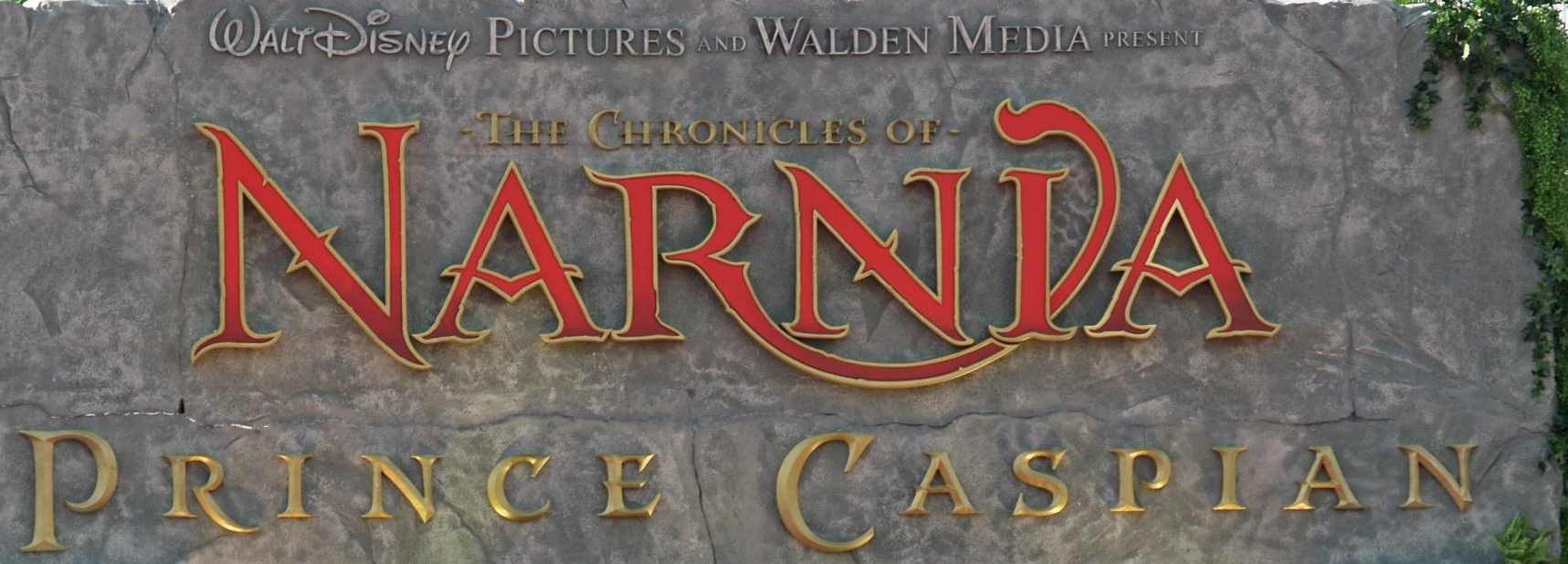

《캐스피언 왕자》(영어: Prince Caspian: The Return to Narnia)는 영국 작가인 C.S.루이스의 《나니아 연대기》 시리즈 중 하나이다. 페번시 가 아이들의 두 번째 나니아 여행에 관한 이야기이다. 그들의 도움이 필요한 캐스피언 왕자는 수잔의 뿔나팔의 마법을 이용해 그들을 나니아로 소환한다. 캐스피언 왕자는 삼촌인 미라즈가 자신을 죽이려 한다는 것을 알고 숲으로 도망친다. 캐스피언은 나무에 부딪혀 정신을 잃었다가, 나니아의 오소리와 난쟁이가 자신을 도와준 것을 알게 된다. 그리고 나니아의 다른 동물들을 만나 왕위를 되찾기 위한 부대를 만든다. 페번시家의 아이들은 다른 나니아의 국민들과 아슬란의 도움으로 다시 한번 나니아를 구하고 캐스피언이 왕위를 되찾는 것을 도와준다.